# 姚千户屯站
姚千户屯站位于辽宁省沈阳市苏家屯区姚千街道，为沈丹铁路上的一个火车站。建于1905年。车站距离沈阳站47公里，丹东站230公里，隶属沈阳铁路局管辖。现为四等站。